# Alderson (Virginia Occidentale)
Alderson è un comune degli Stati Uniti d'America, situato nello Stato della Virginia Occidentale, diviso tra la contea di Greenbrier e la contea di Monroe.